# Gottechain
Gottechain (en néerlandais : Gruttekom) est un village de la province belge du Brabant wallon. Il se situe à Bossut-Gottechain, une section de la commune de Grez-Doiceau. Gottechain est situé dans la partie orientale de Bossut-Gottechain.

## Histoire
Sur la carte de Ferraris des années 1770, le village est indiqué comme le hameau de Goddechins.
Sous l'ancien régime Gottechain était une seigneurie indépendante, bien qu'elle faisait partie de la paroisse de Bossut. Juridiquement, elle relevait du bailliage d'Incourt, dans le quartier de Louvain du duché de Brabant. Après la période française, Gottechain fut rattachée en tant que commune au canton de Grez du département de la Dyle. En 1811, la commune est fusionnée avec Bossut pour former la nouvelle commune Bossut-Gottechain.

## Sites touristiques
- L'église Saint-Remacle